# Pachyanthidium rufescens
Pachyanthidium rufescens är en biart som först beskrevs av Heinrich Friese 1915.  Pachyanthidium rufescens ingår i släktet Pachyanthidium och familjen buksamlarbin. Inga underarter finns listade i Catalogue of Life.